# Venă toracică laterală
Vena toracică laterală (uneori numită vena toracică lungă) este un afluent al venei axilare. Are traseu împreună cu artera toracică laterală și drenează mușchiul serratus anterior și mușchiul pectoral mare. 
În mod normal, vena toracogastrică există între această venă și vena epigastrică superficială (un afluent al venei femurale), care să acționeze ca un șunt pentru sânge dacă sistemul port hepatic dezvoltă hipertensiune arterială sau un blocaj.